# Noel Jammal
Noel Jammal Fernández (Madrid, 3 de marzo de 1990) es un expiloto de automovilismo hispano-libanés y empresario. Corrió en la European F3 Open durante 3 temporadas con Cedars Motorsport, escudería de la que su padre era el dueño. En 2010 se proclamó vencedor de la Clase Copa del campeonato. Actualmente su nombre ha vuelto a sonar al ser imputado en el caso DAMCO de la Audiencia Nacional a petición de Fiscalía Europea.

## Trayectoria

### Inicios
Noel empezó a competir a los poco años de edad iniciándose en el mundo del motociclismo, en 1999 se proclamó campeón de la Comunidad de Madrid alevín de minimotos A partir de entonces pasó bastante desapercibido en el mundo de la competición mientras se centraba en sus estudios.

### Retorno
Cuando cumplió 18 años, les pidió a sus padres que le regalaran un test de conducción en un coche de competición. Le fue muy bien, tras lo cual su familia financió su incursión en las carreras de coches profesionales, debutando en 2008 en el campeonato catalán de Fórmulas.
En 2009 debuta en la segunda ronda del European F3 Open disputada en el circuito del Jarama con un coche de la clase Copa (Dallara F306). No logra grandes resultados, pero si puntuar en las dos carreras de la penúltima ronda disputadas en el Circuito de Jerez. Durante este año y a modo de entrenamiento participa en las 24 Horas de Barcelona con un Seat Ibiza 1.9 TDI donde queda segundo de la categoría 6, en los 500km de Alcañiz con el mismo coche y con Aleix Espargaró de compañero, consiguiendo vencer en la categoría D5; y en una ronda del Trofeo Abarth 500 Europe donde consigue terminar en el podio en una de las dos carreras que disputa.

### Etapa Cedars
En 2010 y tras participar en las 24 Horas de Dubái con Sunred donde queda segundo de entre los Turismos, disputa la Temporada 2010 de European F3 Open siguiendo con el Dallara F306 de la Clase Copa, esta vez ya dentro de la escudería Cedars Motorsport de la que pasa a ser co-manager junto a su padre. Tras un gran duelo todo el año con Aarón Filgueira, finalmente logra proclamarse campeón por 5 puntos. Su compañero de escudería fue Marco Barba quien se llevó el campeonato absoluto con su Dallara 308. Dicho monoplaza sería para Noel en 2011, temporada en la que sería bastante irregular, logrando como mejores resultados una segunda plaza en Spa-Francorchamps y una victoria en el Circuito de Jerez para ser séptimo en el campeonato.
En el 2012 y dándose una última oportunidad para ganar el campeonato, repite de nuevo en el mismo campeonato y, aunque esta vez logra ser más regular en sus resultados, no logra destacar y sólo alcanza un podio en Hungaroring. Coincidiendo con el final de la temporada es invitado por la MRF Challenge para participar en su temporada inaugural, donde disputa las dos primeras rondas (seis carreras) logrando una segunda plaza como mejor resultado. Tras ello se retiraría como piloto de carreras profesional.

## Cedars Autosport

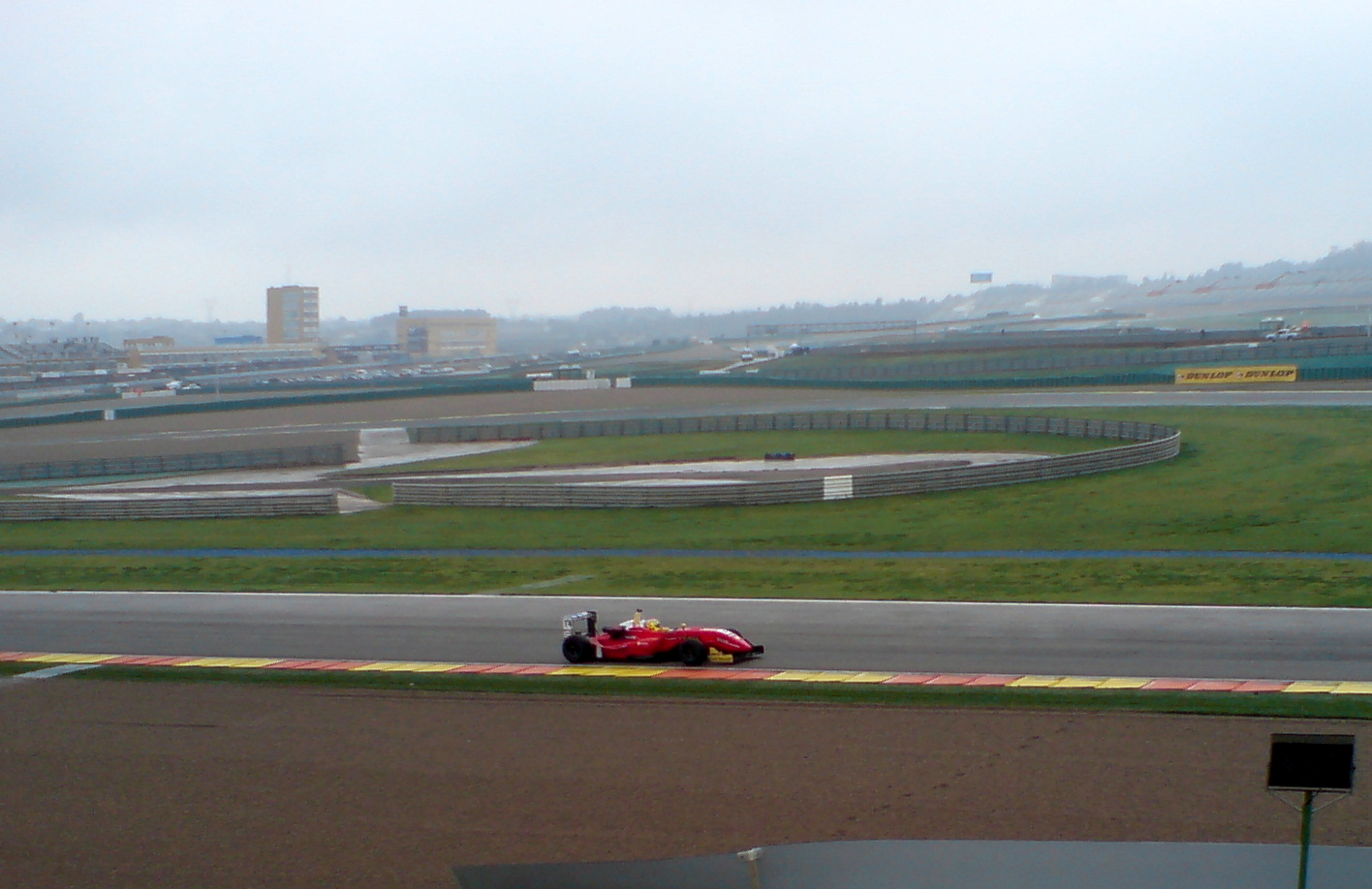
Marco Barba en la ronda de Cheste de la European F3 Open (2010)

Cedars Autosport fue una escudería de automovilismo hispano-libanesa propiedad de Youssef Jammal creada principalmente para acompañar a su hijo Noel Jammal durante los 3 años que compitió en el European F3 Open, siendo los 2 primeros años un proyecto de la formación técnica principal Black Motorsport, una escudería catalana que compitió en otras categorías de rallyes y carreras nacionales de resistencia.
Cedars nació aprovechando parte del material del antiguo equipo valenciano GTA Motor Competición con el objetivo de tener en pista dos Dallara F308 y un Dallara F306 en competición. El primer piloto del equipo fue Noel y el segundo Marco Barba. La presencia de esta escudería que corrió bajo licencia libanesa en sus dos primeras temporada despertó el interés de la televisión de aquel país, que incluyó las carreras en directo aportando una mayor difusión internacional del European F3 Open. Su primera temporada es todo un éxito, llevándose Marco Barba el campeonato de pilotos, Jammal el de la clase Copa y el equipo el de escuderías. En 2011 solo consiguen ser quintos en el campeonato de escuderías con 52 puntos conseguidos por Jammal, quien corrió toda la temporada con el coche de la categoría principal. En la Copa de España corrió el danés Johan Jokinen en las dos primeras rondas y el español Manu Bejarano las dos últimas.
Para 2012, Cedars cambió el equipo técnico del Black Motorsport por el de la escuela del Circuit Ricardo Tormo, donde estableció su base física mientras la fiscal se trasladó a Madrid. Cedars-Escuela Profiltex Circuit compitió con Jammal, Beretta, Alexander Toril y el valenciano Moisés Soriano. Jammal no logró mejorar los resultados de la campaña anterior y Beretta solo corrió en 3 rondas. Por su parte Moisés quedó subcampeón de la clase copa y Alexander séptimo.

### Temporadas
| Temporada | Series           | Coche               | Rondas | Victorias | Poles | VR | Podios | Puntos | Pos. | Pilotos destacados |
| --------- | ---------------- | ------------------- | ------ | --------- | ----- | -- | ------ | ------ | ---- | ------------------ |
| 2010      | European F3 Open | Dallara F308-Toyota | 8 de 8 | 6         | 3     | 8  | 11     | 116    | 1.º  | Marco Barba        |
| 2010      | European F3 Open | Dallara F306-Toyota | 8 de 8 | 6         | 3     | 8  | 11     | 116    | 1.º  | Marco Barba        |
| 2011      | European F3 Open | Dallara F308-Toyota | 8 de 8 | 3         | 1     | 3  | 4      | 52     | 5.º  |                    |
| 2011      | European F3 Open | Dallara F306-Toyota | 2 de 8 | 3         | 1     | 3  | 4      | 52     | 5.º  |                    |
| 2012      | European F3 Open | Dallara F312-Toyota | 8 de 8 | 0         | 0     | 1  | 1      | 16     | 6.º  |                    |
| 2012      | European F3 Open | Dallara F308-Toyota | 8 de 8 | 0         | 0     | 1  | 1      | 16     | 6.º  |                    |
| Total     |                  |                     |        | 9         | 4     | 12 | 16     |        |      | 1                  |

## Proyectos relacionados
En 2011, fue elegido embajador de la campaña de concienciación pública libanesa Kunhadi (Mantén la calma), que promueve la conducción segura entre los jóvenes libaneses.
Desde 2014 es propietario del RPM Karting Lebanon, una de las mejores pistas de karting del Líbano.
Noel Jammal ha heredado recientemente varias empresas de su padre, según el registro mercantil  y a raíz de la pandemia comienza su facturación amplia. Actualmente se encuentra imputados en diversas causas judiciales por el material sanitario en pandemia; y por la Audiencia Nacional de España, el Tribunal Superior de Justicia de Gran Canaria a petición de Hacienda y Fiscalía Europea por causas de unos 35 Millones de euros.

## Resumen de trayectoria
| Temporada | Series                            | Escudería                    | Carreras | Victorias | Poles | VR | Podios | Puntos | Pos. |
| --------- | --------------------------------- | ---------------------------- | -------- | --------- | ----- | -- | ------ | ------ | ---- |
| 2009      | European F3 Open                  | Emilio de Villota Motorsport | 13       | 0         | 0     | 0  | 0      | 0      | 25.º |
| 2009      | European F3 Open - Copa de España | Emilio de Villota Motorsport | 13       | 0         | -     | -  | 0      | 6      | 14.º |
| 2009      | Trofeo Abarth 500 Europe          | ?                            | 2        | 0         | 0     | 0  | 1      | ?      | ?    |
| 2009      | 24 Horas de Barcelona             | Black Motorsport             |          |           |       |    |        |        | 19.º |
| 2009      | 500 km de Alcañiz                 | Black Motorsport             |          |           |       |    |        |        | 20.º |
| 2010      | European F3 Open                  | Cedars Autosport             | 16       | 0         | 0     | 0  | 0      | 24     | 13.º |
| 2010      | European F3 Open - Copa de España | Cedars Autosport             | 16       | 5         | -     | -  | 8      | 89     | 1.º  |
| 2010      | 24 Horas de Dubái - A3T           | Sunred                       |          |           |       |    |        |        | 2.º  |
| 2011      | European F3 Open                  | Cedars Autosport             | 16       | 1         | 1     | 1  | 2      | 55     | 7.º  |
| 2011      | 24 Horas de Barcelona - Turismos  | Black Motorsport             |          |           |       |    |        |        | 10.º |
| 2012      | European F3 Open                  | Cedars Autosport             | 15       | 0         | 0     | 1  | 1      | 61     | 8.º  |
| 2012      | MRF Challenge                     | -                            | 6        | 0         | 0     | 0  | 1      | 27     | 11.º |
| Fuente:   |                                   |                              |          |           |       |    |        |        |      |